# Фаренгольц Вільгельм Іванович
Вільге́льм-Дона́т Іва́нович Фаренго́льц (1835 — не раніше ніж 1902) — подільський дворянин, лікар, громадський діяч. Двоюрідний брат лікаря Едмунда Фаренгольца.

## Біографія
22 липня (3 серпня) 1835 року малолітнього Вільгельма-Доната Фаренгольца разом із батьком Іваном-Альбертом і братом Карлом-Леонтієм внесено до списку дворян Подільської губернії. Батько Вільгельма — Іван-Альберт Фаренгольц — працював старшим провізором в аптеці свого батька (Вільгельмового діда) Карла-Войцеха Фаренгольца. Тоді ж до цього списку було внесено і Федора-Олександра-Фердінанда Фаренгольца — рідного брата Івана-Альберта та майбутнього батька Едмунда Фаренгольца.
Згодом сім'я Івана-Альберта Фаренгольца та його дружини Станіслави поповнилася сином Валеріяном, доньками Мальвіною та Кароліною.
1852 року Вільгельм закінчив Кам'янець-Подільську чоловічу гімназію . 23 лютого (7 березня) 1853 року він став студентом Київського університету. Навчався власним коштом на медичному факультеті . 1862 року здобув медичну освіту. Був фахівцем із внутрішніх і нервових хвороб.
1866 року Вільгельм Фаренгольц опублікував у Кам'янці-Подільському у співавторстві з Юзефом Ролле працю «Матеріали до медицинської топографії та гігієни Подільської губернії. Про смертність у Подільській губернії» (відбиток із газети «Подольские губернские ведомости», де праця друкувалася в одинадцяти номерах поспіль — № 36—46) .
Вільгельм Іванович працював у Кам'янці-Подільському як лікар, що має вільну практику. Був віце-президентом (1895), потім президентом (1900) Товариства подільських лікарів, головою правління (1895), потім товаришем голови (1900) Кам'янець-Подільського відділення Санкт-Петербурзького лікарського товариства взаємної допомоги. 1902 року мав чин надвірного радника.
1891 року винаймав помешкання в Старому місті на вулиці Утьосистій (нині Успенська) у будинку Ганни Хілкової . Наступного року вже мешкав на Польських фільварках .
Як зазначила архівіст Валентина Стельмах у третьому томі наукового збірника «Освіта, наука і культура на Поділлі», виданого 2003 року в Кам'янці-Подільському, «серед родин, які зробили вагомий внесок у розвиток міста, важливе місце посідають Фаренгольци — завдяки діяльності двоюрідних братів, лікарів Едмунда Федоровича та Вільгельма Івановича Фаренгольців» .